# 漁灣
漁灣（英語：Yue Wan，代號：C34）曾是香港東區區議會下轄的選區，1994年設立，自2021年起懸空至2023年取消，懸空前的區議員為柴灣起動召集人徐子見。

## 範圍及名稱
選區位於柴灣中部，現時包括漁灣邨、樂軒臺和柴灣邨，設立時以漁灣邨為主，故以此為名，與其相鄰的選區有翠灣、小西灣、環翠、翠德和佳曉，投票站設於漁灣社區會堂。

## 沿革
在1982年區議會選舉柴灣一帶以柴灣道分劃為柴灣北及柴灣南選區，其後因應人口增加，柴灣北選區1985年區議會選舉定為雙議席，1988年選舉沿用。其後人口繼續上升，1991年柴灣北選區先以東區走廊分劃出柴灣中選區，繼而杏花邨一帶則新劃為杏花邨選區後，柴灣北選區定為單議席，以漁灣邨為核心。
1993年港督彭定康推行政改方案改革區議會，取消所有委任議席及雙議席選區制度，全面實行單議席單票制，並改由選區分界及選舉事務委員會制定，區議會選區數目亦隨人口變動而大幅增加，漁灣選區由原有柴灣北選區的漁灣邨，加上柴灣南選區的當時陸續重建的柴灣邨所組成。1994年區議會選舉，由原柴灣北區議員的民建聯鍾樹根與民主黨的古南爭奪，最後鍾樹根勝出。
1999年區議會選舉，當時人口估算約18,594人，其中有9,812位是選民，投票站設於漁灣社區會堂。議席由鍾樹根和民主黨成員鄧徐中爭奪，最終鍾樹根以2,360票大比數擊敗取得1,253票的鄧徐中而勝出。
2003年區議會選舉，因應柴灣邨已完全清拆，由翠灣選區劃入康平街四棟樓宇，當時人口減少到約13,507人，其中有7,314位選民。今次鍾樹根在未有對手之下自動當選。
2007年區議會選舉，由佳曉選區劃入柴灣游泳池及康平街另外四棟樓宇，人口估算約13,630人，其中有7,849位選民，鍾樹根與社民連的陳裕南爭奪，最後鍾樹根以1,922票勝出。
2011年區議會選舉，基於重建後的柴灣邨完全落成，人口增加到約15,243人，其中有8,428位選民，鍾樹根第二次自動當選。
2015年區議會選舉，鍾樹根與最後一天才報名參選的徐子見競選。最後無黨派徐子見以2,026票擊敗鍾樹根的1,863票，鍾落後163票之差失去已經擔任24年的區議員職位。因徐子見從提名到當選只有六星期落區，而鍾樹根則曾任六屆區議會議員，各界對選舉結果相當驚訝。徐表示雨傘運動後，有感自己這一代人只關注經濟發展，甚少參與政治，造成建制派壟斷區議會，禍害下一代，而參與「傘下爸媽」及「香港民主宣傳小組」等組織。眼見選舉提名截止日期臨近，包括漁灣在內的多個選區即將自動當選，而且他曾在柴灣上學，對該區有一定認識，所以報名參選。他的政綱包括「建議設立東區牙科保健基金」、「打破建制派壟斷區議會」、「提升交通道路、環境衛生水平」、「增設長者康體設施」、「開展兒童義務補習」等等。
徐當選後表示希望將義務補習的理念帶到柴灣，亦會逐步實踐政綱。他亦指勝出的原因是鍾當區議員和立法會議員的表現並不好，令該區選民求變。
有網民於結果公布的凌晨（11月23日）在社交網站Facebook開設「全港市民熱烈慶祝treegun落選委員會」專頁，慶祝鍾樹根落敗。內容為鍾落選的新聞和他以往的負面新聞，包括曾把「明目張膽」錯誤說成「明張目膽」的新聞等等。當日晚上8時約百五人應網上號召，在漁灣邨漁安樓地下的區議員辦事處外舉行「連根拔起」慶祝會，長約40分鐘，期間參加者開香檳慶祝、施放多響禮炮、唱出徐小鳳名曲《喜氣洋洋》慶祝。
2019年區議會選舉，徐子見競逐連任，而民建聯的人選則一波三折，最初派出吳進德來區服務，但未幾吸納本來在區內獨立服務的蔡翠雲入黨，蔡開始以民建聯名義活動，不過蔡後來跟民建聯反面，離開民建聯後重新以獨立身份服務，民建聯則再改派居於本區的劉堅出選，加上從前曾經在佳曉參選的胡健南，出現四人混戰的情況。由於徐子見四年來積極在區內服務，最終他以3,814票成功連任，蔡翠雲和胡健南得票因為不足5%而要被沒收保證金。同時徐子見亦是全柴灣得票率最高的當選人。2021年5月10日，涉及香港民主派初選大搜捕而被收押的徐子見，宣佈辭職。
議席藉此一直懸空至2023年選舉改革被撤銷，與杏花邨、翠灣、欣藍、小西灣、景怡、環翠、翡翠、興民、樂康、翠德及佳曉選區合併為柴灣選區。

## 歷屆議員
| 選區名稱 | 屆別                                    | 議員           | 政治聯繫       | 政治聯繫                  | 議員                                             | 政治聯繫                                         | 政治聯繫                                         |
| -------- | --------------------------------------- | -------------- | -------------- | ------------------------- | ------------------------------------------------ | ------------------------------------------------ | ------------------------------------------------ |
| 柴灣北   | 1982年－1985年                          | 定為單議席選區 | 定為單議席選區 | 定為單議席選區            | 文志江                                           |                                                  | 無黨籍                                           |
| 柴灣北   | 1985年－1988年                          | 黃明權         |                | 革新會                    | 唐楚彥                                           |                                                  | 無黨籍                                           |
| 柴灣北   | 1988年－1991年                          | 黃明權         |                | 無黨籍                    | 貝納祺                                           |                                                  | 革新會                                           |
| 柴灣北   | 1991年－1994年                          | 鍾樹根         |                | 無黨籍 → 民建聯           | 分拆出柴灣中選區 及杏花邨選區後， 定為單議席選區 | 分拆出柴灣中選區 及杏花邨選區後， 定為單議席選區 | 分拆出柴灣中選區 及杏花邨選區後， 定為單議席選區 |
| 漁灣     | 1994年－1999年                          | 鍾樹根         |                | 民建聯                    | 分拆出柴灣中選區 及杏花邨選區後， 定為單議席選區 | 分拆出柴灣中選區 及杏花邨選區後， 定為單議席選區 | 分拆出柴灣中選區 及杏花邨選區後， 定為單議席選區 |
| 漁灣     | 2000年－2003年                          | 鍾樹根         |                | 民建聯                    | 分拆出柴灣中選區 及杏花邨選區後， 定為單議席選區 | 分拆出柴灣中選區 及杏花邨選區後， 定為單議席選區 | 分拆出柴灣中選區 及杏花邨選區後， 定為單議席選區 |
| 漁灣     | 2004年－2007年                          | 鍾樹根         |                | 民建聯                    | 分拆出柴灣中選區 及杏花邨選區後， 定為單議席選區 | 分拆出柴灣中選區 及杏花邨選區後， 定為單議席選區 | 分拆出柴灣中選區 及杏花邨選區後， 定為單議席選區 |
| 漁灣     | 2008年－2011年                          | 鍾樹根         |                | 民建聯                    | 分拆出柴灣中選區 及杏花邨選區後， 定為單議席選區 | 分拆出柴灣中選區 及杏花邨選區後， 定為單議席選區 | 分拆出柴灣中選區 及杏花邨選區後， 定為單議席選區 |
| 漁灣     | 2012年－2015年                          | 鍾樹根         |                | 民建聯                    | 分拆出柴灣中選區 及杏花邨選區後， 定為單議席選區 | 分拆出柴灣中選區 及杏花邨選區後， 定為單議席選區 | 分拆出柴灣中選區 及杏花邨選區後， 定為單議席選區 |
| 漁灣     | 2016年－2019年                          | 徐子見         |                | 傘下爸媽 香港民主宣傳小組 | 分拆出柴灣中選區 及杏花邨選區後， 定為單議席選區 | 分拆出柴灣中選區 及杏花邨選區後， 定為單議席選區 | 分拆出柴灣中選區 及杏花邨選區後， 定為單議席選區 |
| 漁灣     | 2020年－2021年5月9日                    | 徐子見         |                | 柴灣起動                  | 分拆出柴灣中選區 及杏花邨選區後， 定為單議席選區 | 分拆出柴灣中選區 及杏花邨選區後， 定為單議席選區 | 分拆出柴灣中選區 及杏花邨選區後， 定為單議席選區 |
| 漁灣     | 2021年5月10日－2023年\|colspan=3\| 懸空 |                |                |                           | 分拆出柴灣中選區 及杏花邨選區後， 定為單議席選區 | 分拆出柴灣中選區 及杏花邨選區後， 定為單議席選區 | 分拆出柴灣中選區 及杏花邨選區後， 定為單議席選區 |

## 歷屆選舉結果
| 政党   | 政党           | 候选人    | 票数  | %     | ±      |
| ------ | -------------- | --------- | ----- | ----- | ------ |
|        | 柴聯體育會     | 1. 胡健南 | 30    | 0.47  | 不適用 |
|        | 無黨派         | 2. 蔡翠雲 | 196   | 3.06  | 不適用 |
|        | 柴灣起動       | 3. 徐子見 | 3,814 | 59.46 | +7.36  |
|        | 民建聯/ 工聯會 | 4. 劉堅   | 2,374 | 37.01 | -10.89 |
| 多数票 | 多数票         | 多数票    | 1,440 | 22.45 | +18.26 |

| 政党   | 政党                      | 候选人    | 票数  | %     | ±      |
| ------ | ------------------------- | --------- | ----- | ----- | ------ |
|        | 民建聯                    | 1. 鍾樹根 | 1,863 | 47.90 | 不適用 |
|        | 傘下爸媽/香港民主宣傳小組 | 2. 徐子見 | 2,026 | 52.10 | 不適用 |
| 多数票 | 多数票                    | 多数票    | 163   | 4.19  | 不適用 |

| 政党   | 政党   | 候选人 | 票数     | %      | ±      |
| ------ | ------ | ------ | -------- | ------ | ------ |
|        | 民建聯 | 鍾樹根 | 自動當選 | 不適用 | 不適用 |
| 多数票 | 多数票 | 多数票 | 不適用   | 不適用 | 不適用 |

| 政党   | 政党   | 候选人    | 票数  | %     | ±      |
| ------ | ------ | --------- | ----- | ----- | ------ |
|        | 民建聯 | 1. 鍾樹根 | 1,922 | 72.78 | 不適用 |
|        | 社民連 | 2. 陳裕南 | 719   | 27.22 | 不適用 |
| 多数票 | 多数票 | 多数票    | 1,203 | 45.55 | 不適用 |

| 政党   | 政党   | 候选人 | 票数     | %      | ±      |
| ------ | ------ | ------ | -------- | ------ | ------ |
|        | 民建聯 | 鍾樹根 | 自動當選 | 不適用 | 不適用 |
| 多数票 | 多数票 | 多数票 | 不適用   | 不適用 | 不適用 |

| 政党   | 政党   | 候选人    | 票数  | %     | ±      |
| ------ | ------ | --------- | ----- | ----- | ------ |
|        | 民主黨 | 1. 鄧徐中 | 1,253 | 34.68 | 不適用 |
|        | 民建聯 | 2. 鍾樹根 | 2,360 | 65.32 | 不適用 |
| 多数票 | 多数票 | 多数票    | 1,107 | 30.64 | 不適用 |

| 政党   | 政党           | 候选人 | 票数  | %     | ±      |
| ------ | -------------- | ------ | ----- | ----- | ------ |
|        | 民建聯         | 鍾樹根 | 1,736 | 72.27 | 不適用 |
|        | 港同盟/匯 匯點 | 古南   | 666   | 27.73 | 不適用 |
| 多数票 | 多数票         | 多数票 | 1,070 | 44.55 | 不適用 |

| 政党   | 政党   | 候选人 | 票数  | %     | ±      |
| ------ | ------ | ------ | ----- | ----- | ------ |
|        | 獨立   | 鍾樹根 | 2,051 | 56.07 | 不適用 |
|        | 獨立   | 黃明權 | 1,607 | 43.93 | 不適用 |
| 多数票 | 多数票 | 多数票 | 444   | 12.14 | 不適用 |

| 政党   | 政党     | 候选人   | 票数  | %     | ±      |
| ------ | -------- | -------- | ----- | ----- | ------ |
|        | 革新會   | 貝納祺   | 2,138 | 25.25 | 不適用 |
|        | 獨立     | 黃明權   | 1,777 | 20.98 | 不適用 |
|        | 獨立     | 唐楚彥   | 1,750 | 20.66 | 不適用 |
|        | 獨立     | 鍾樹根   | 1,109 | 13.09 | 不適用 |
|        | 公民協會 | 杜陳慧儀 | 913   | 10.78 | 不適用 |
|        | 獨立     | 何美玲   | 528   | 6.23  | 不適用 |
|        | 獨立     | 許保榮   | 254   | 3     | 不適用 |
| 多数票 | 多数票   | 多数票   | 27    | 0.32  | 不適用 |

| 政党   | 政党   | 候选人 | 票数  | %     | ±      |
| ------ | ------ | ------ | ----- | ----- | ------ |
|        | 革新會 | 黃明權 | 1,836 | 35.55 | 不適用 |
|        | 獨立   | 唐楚彥 | 1,788 | 34.62 | 不適用 |
|        | 革新會 | 陳樹漢 | 784   | 15.18 | 不適用 |
|        | 獨立   | 文志江 | 300   | 5.81  | 不適用 |
|        | 獨立   | 鄭啟明 | 258   | 5     | 不適用 |
|        | 獨立   | 郭樂文 | 199   | 3.85  | 不適用 |
| 多数票 | 多数票 | 多数票 | 1,004 | 19.44 | 不適用 |

| 政党   | 政党     | 候选人 | 票数  | %     | ±      |
| ------ | -------- | ------ | ----- | ----- | ------ |
|        | 獨立     | 文志江 | 1,485 | 50.41 | 不適用 |
|        | 獨立     | 郭樂文 | 1,120 | 38.02 | 不適用 |
|        | 公民協會 | 馮球明 | 341   | 11.58 | 不適用 |
| 多数票 | 多数票   | 多数票 | 365   | 12.39 | 不適用 |

## 外部連結
- 東區區議會 - 東區區議會議員資料 徐子見先生（页面存档备份，存于）